# Ad maiorem Dei gloriam

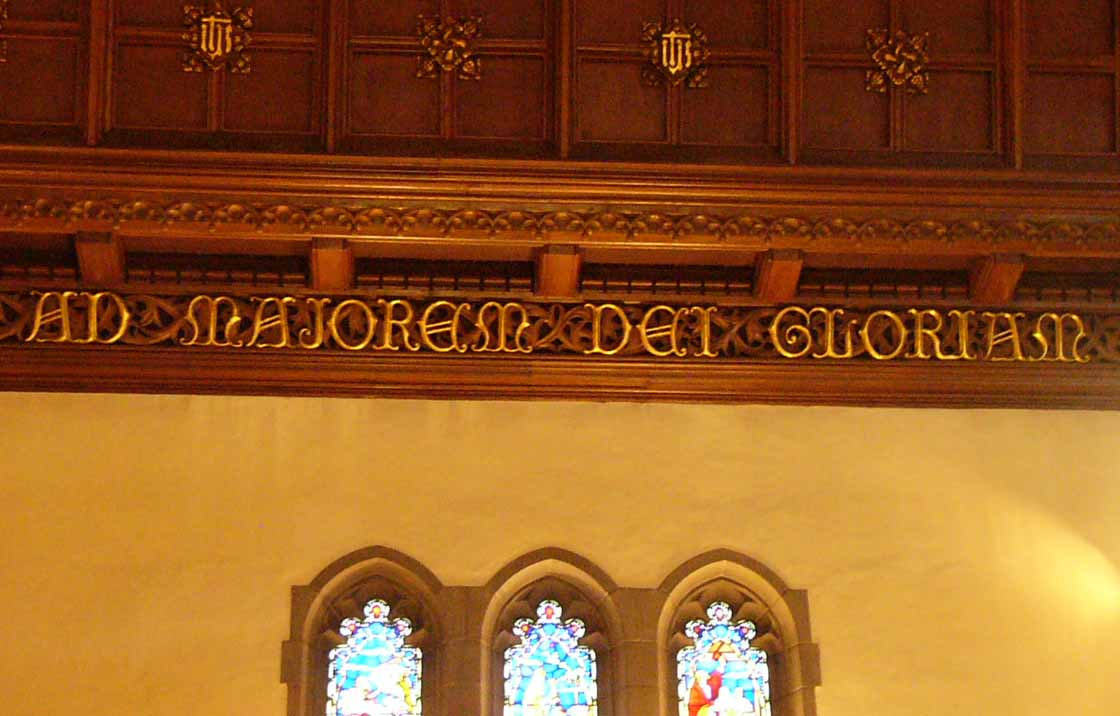
A.M.D.G. gravado no coro da Igreja de Santo Inácio, em Chestnut Hill, Estados Unidos, adjacente ao campus do Boston College.

Ad maiorem Dei gloriam ou ad majorem Dei gloriam ("para maior glória de Deus", em latim), também conhecido pelo acrônimo AMDG, é o lema da Companhia de Jesus, cujos membros são comumente conhecidos como jesuítas. A Companhia é uma ordem religiosa dentro da Igreja Católica Romana.

## História

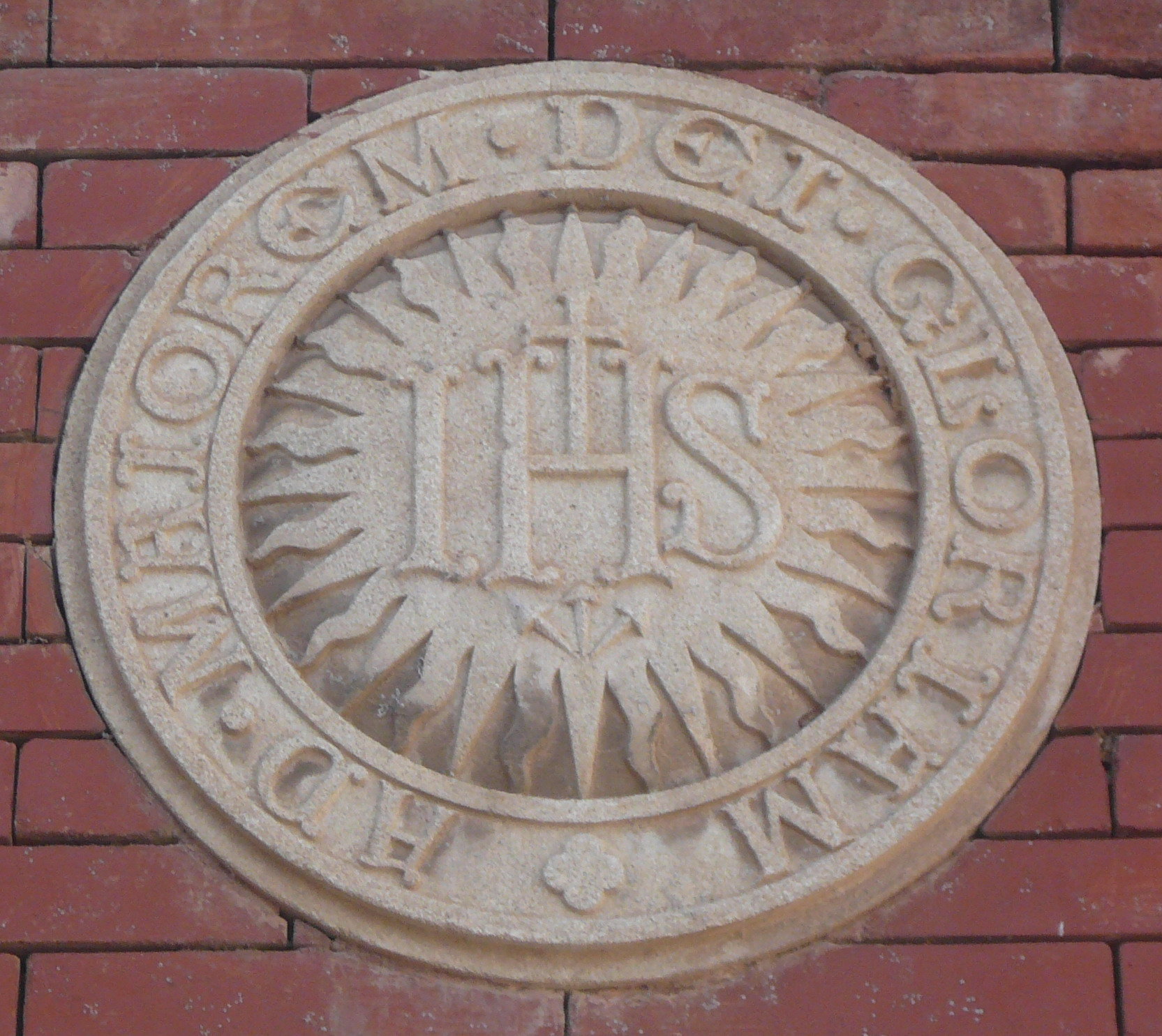
Ad maiorem Dei gloriam

Acredita-se que o lema tenha sido cunhado pelo fundador da Companhia de Jesus, Santo Inácio de Loyola, como a base filosófica da sociedade, que pretendia que ela servisse como um sentimento fundamental da filosofia religiosa da sociedade. A frase completa é Ad maiorem Dei gloriam inque hominum salutem ou "para a maior glória de Deus e a salvação da humanidade".
Esta frase é o lema de muitas instituições educacionais jesuíticas e muitas escolas secundários pelo mundo todo. No Gaston Hall da Universidade de Georgetown, a frase é reproduzida inteiramente, por exemplo".
Muitas escolas jesuítas pedem a seus alunos que escrevam as iniciais deste lema no topo de seus trabalhos, para lembrar aos alunos que até mesmo seu trabalho de casa é "para a maior glória de Deus."
A.M.D.G. era frequentemente incluído nas assinaturas do Papa João Paulo II.